# 番子田 (臺南市)
番子田，原寫為番仔田，今多稱為隆田，是臺灣臺南市官田區的一個傳統地域名稱，也是全區行政中心所在地，位於該區西部。相較於今日行政區，其範圍大致包括隆本里南半部、隆田里。
番子田為西拉雅族麻豆社居民於十八世紀遷至此地居住，直至1960至1970年代大量外來人口遷入才改變人口結構。:52-53現今仍保有西拉雅族公廨及夜祭的阿立祖信仰體系。:52本地區境內主要聚落為番仔田（隆田），設有官田國中及隆田國小。葫蘆埤自然公園位於本地區西部邊界地帶。

## 名稱及歷史
番仔田顧名思義是「番仔耕作的田地」，從文獻及耆老訪談皆顯示番子田的西拉雅族人是從原麻豆社遷移來的。清代余文儀《續修臺灣府志》提到「麻豆社，縣西南六十里，近番眾分居社東中協庄後，距舊社十二里」。另從番仔田附近的古碑〈嚴禁撥派累番碑〉（乾隆十七年，1752年）、〈嚴禁民番私捕埤水魚蝦碑〉（乾隆五十八年，1793年），都顯示清乾隆年間已有不少麻豆社人住在番仔田附近。:52-53
台灣日治初期，番子田地區為一街庄，稱為「番仔田庄」（舊制街庄），隸屬於赤山堡。該庄昔日北與三結義庄、二鎮庄為鄰，東與角秀庄、官佃庄為鄰，南邊為拔仔林庄，西南邊及西邊為西庄。
1901年（日治明治三十四年）11月11日，全台廢縣廳改設二十廳，該庄隸屬於鹽水港廳。1904年（明治三十七年）4月1日，該庄編入「藔仔廍區」，隸屬於鹽水港廳。1906年（明治三十九年）4月1日，鹽水港廳內管轄區域調整，該庄仍隸屬於藔仔廍區。1909年（明治四十二年）10月25日，全台合併二十廳為十二廳，藔仔廍區改隸屬於臺南廳。1920年（大正九年）10月1日，全台地方制度大改正，廢十二廳改設五州二廳，該庄改制並雅化為「番子田」大字，隸屬於臺南州曾文郡官田庄（新制街庄）。
1902年4月20日，設「蕃仔田乘降場」（今隆田車站），6月1日改設停車場。
戰後官田庄改制為官田鄉，隸屬於臺南縣，大字亦改制為村。1950年（民國39年）10月25日，雲、嘉、南分治，官田鄉仍隸屬於臺南縣。
1960年代至1970年代，官田工業區設立後。大量外來人口遷入此地。麻豆社族裔反而成為少數。在漢文化主導下，番仔田公廨原本三間式「大公廨」也於1986年（民國七十五年）改建成漢人廟宇形式的「復興宮」。:53
2010年（民國九十九年）12月25日，臺南縣、市合併為直轄臺南市，官田鄉改制為官田區，村亦改制為里。

## 聚落
本地區發展較早的聚落為番仔田（隆田），在日治期初期的官方地圖上已有記載。

## 交通
台鐵縱貫線是台灣西部南北向鐵路幹線，經過本地區東部，並在境內設有隆田車站。該站屬二等站，停靠大部分莒光號、區間快車及全部區間車；由此可前往台鐵沿線各站。
省道台1線又稱「縱貫公路」，是臺北至楓港的傳統平面幹道，經過本地區主聚落。由該道路北行可前往六甲區、柳營區、新營區、後壁區等地，南行可前往善化區、新市區、永康區、東區等地。
市道165號是後庄至官田的道路，其南側端點（終點）位於本地區東部邊界地帶的省道台1線路口。由該道路北行（大方向）可前往六甲區、柳營區東部、東山區、白河區、嘉義縣水上鄉東部、中埔鄉西部下六地區的後庄聚落，並止於省道台18線路口。
市道176號是七股區新山子寮至官田區隆田的道路，其東側端點（終點）位於本地區隆田聚落的省道台1線路口。由該道路（大方向）西行可前往麻豆區、佳里區、七股區，並止於省道台76線七股交流道西側。
區道南62線是葫蘆埤至東庄的道路，其東側端點（終點）位於本地區中西部的市道176線路口。
區道南64線是瓦窯至官田的道路，經過本地區南部。
區道南65線是隆田至拔仔林的道路，其北側端點（起點）位於本地區主聚落的市道176線路口。

## 學校
- 官田國中
- 隆田國小

## 公務機關
- 官田區公所
- 臺南市官田區戶政事務所
- 臺南市政府警察局麻豆分局官田分駐所

## 產業
- 隆田酒廠

## 景點
- 葫蘆埤自然公園（位於本地區西部邊界地帶）
- 臺鹽隆田儲運站（歷史建築）
- 隆田十號糧倉（歷史建築）

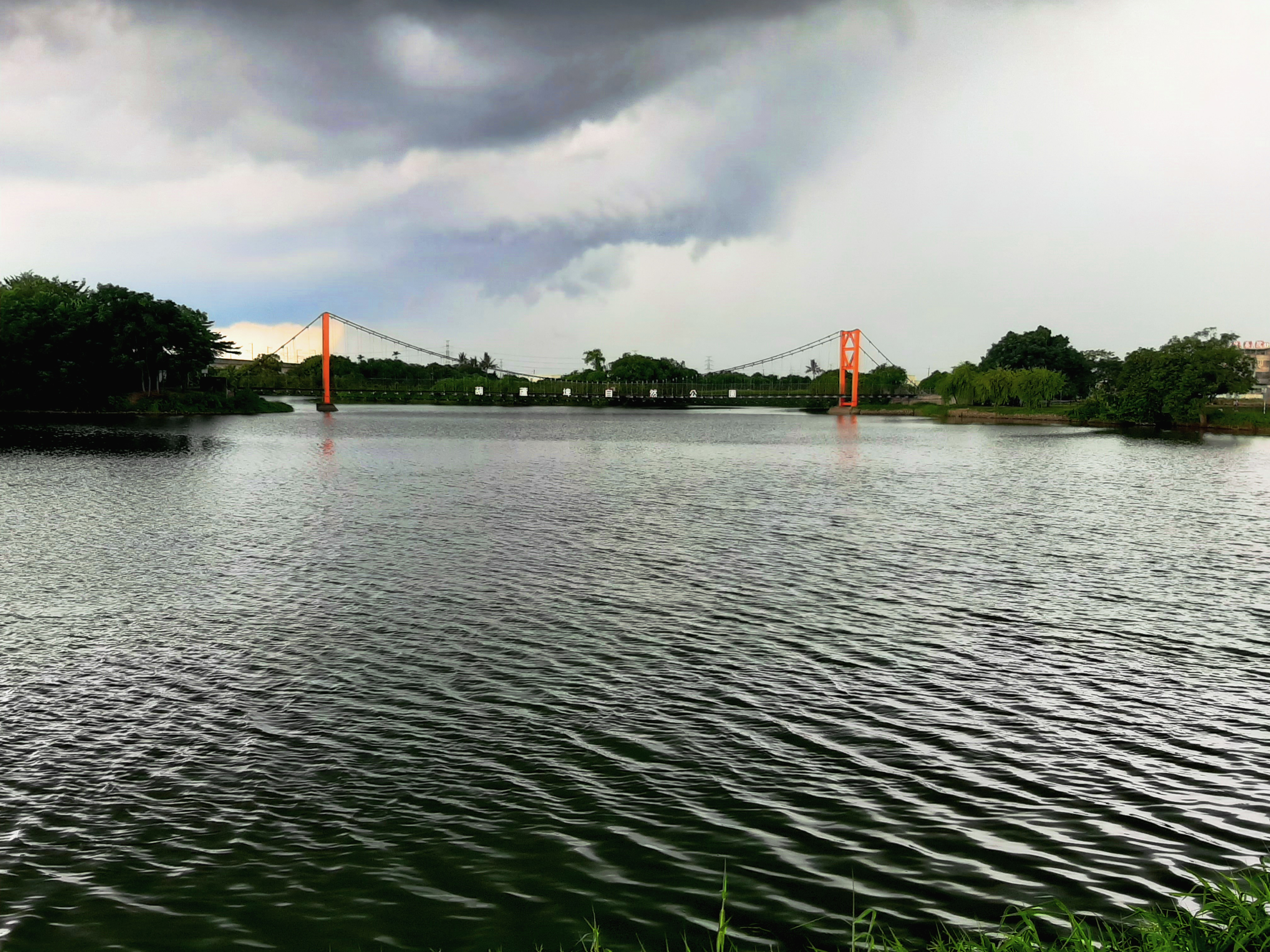
葫蘆埤自然公園。

- 隆本復興宮（原為西拉雅族的公廨「番子田公廨」）
- 隆田文化資產教育園區